# Euphemia R. Worthington
 Euphemia Richardson Worthington (* 22. Dezember 1881 in Pittsburgh, Vereinigte Staaten; † 30. August 1969 in Victoria (British Columbia)) war eine US-amerikanische Mathematikerin und Hochschullehrerin. Sie promovierte 1908 an der Yale University in Mathematik.

## Leben und Werk
Worthington besuchte von 1895 bis 1900 die Emma Willard School in Troy (New York). Anschließend studierte sie am Wellesley College in Massachusetts, wo sie 1904 den Bachelor of Arts erhielt. Danach studierte sie an der Yale University und promovierte 1908 bei James Pierpont mit der Dissertation Some theorems on surfaces. Nach ihrer Promotion unterrichtete sie für ein Jahr an der Emma Willard School. Von 1909 bis 1918 lehrte sie am Wellesley College und gehörte 1916 zu den Gründungsmitgliedern der Mathematical Association of America. Während des Ersten Weltkrieges war sie von 1918 bis 1919 Assistentin des Chefingenieurs der Gallaudet Aircraft Corporation in East Greenwich, Rhode Island und arbeitete erneut dort von 1920 bis 1922. Danach begann sie an der University of California, Los Angeles zu unterrichten. 1925 wurde sie dort Assistenzprofessorin und trat 1949 in den Ruhestand. 1954 wurde sie von der University of California als emeritierte Stipendiatin ernannt.

## Mitgliedschaften
- Mathematical Association of America
- American Mathematical Society
- American Association for the Advancement of Science (1933), Fellow[1]